# M.I.A.M.I.
| Đánh giá chuyên môn | Đánh giá chuyên môn |
| Nguồn đánh giá      | Nguồn đánh giá      |
| Nguồn               | Đánh giá            |
| ------------------- | ------------------- |
| AllMusic            | [ 1 ]               |
| RapReviews.com      | [ 2 ]               |

M.I.A.M.I. (viết tắt của Money Is a Major Issue) là album phòng thu đầu tay của nam ca sĩ nhạc rap Pitbull. Album được phát hành vào ngày 3 tháng 8 năm 2004, và đạt được vị trí thứ 14 trên bảng xếp hạng Billboard 200 của Mỹ.

## Danh sách ca khúc
1. "305 Anthem" - 4:13 (hợp tác với Lil Jon)
2. "Culo" (hợp tác với Lil Jon)
3. "She's Freaky" - 3:20
4. "Shake It Up" - 3:14 (hợp tác với Oobie)
5. "Toma" (hợp tác với Lil Jon)
6. "I Wonder" - 3:51 (hợp tác với Oobie)
7. "Get on the Floor" - 3:05 (hợp tác với Oobie)
8. "Dirty" - 4:36 (hợp tác với Bun B)
9. "Dammit Man - 4:01 " (hợp tác với Piccallo)
10. "We Don't Care Bout Ya" - 5:06 (hợp tác với Cubo)
11. "That's Nasty" (hợp tác với Lil Jon & Fat Joe)
12. "Back Up"
13. "Melting Pot" - 3:57 (hợp tác với Trick Daddy)
14. "Hustler's Withdrawal" - 4:09
15. "Hurry Up and Wait" - 3:34
16. "Culo" - 4:09 (Miami Mix) (hợp tác với Lil Jon & Mr. Vegas)

- Ghi chú:

Ca khúc "Culo" có sử dụng một đoạn nhạc mẫu từ ca khúc "Move Ya Body" của Nina Sky.